# Сааведра Мальеа, Роза Баутиста
Роза Баутиста Сааведра Мальеа (исп. Bautista Saavedra Mallea; 30 августа 1870 — 1 мая 1939) — боливийский политический деятель, сначала руководил страной как глава хунты (1920—1921), а затем как конституционно избранный президент (1921—1925).

## Биография
Как лидер повстанческой Республиканской партии он был организатором и главным идеологом государственного переворота 1920 года против длительной гегемонии партии президента Хосе Гутьерреса. Правда, сразу после переворота Республиканская партия раскололась; Сааведра возглавлял её леволиберальное реформистское крыло, выделившееся в Социалистическую республиканскую партию.
Видя невозможность победить на выборах 1925 года, Сааведра пошёл на более целесообразный ход — он решил выбрать себе преемника, который бы всецело придерживался его политических установок. Сначала он выбрал на эту роль Габино Вильянуэва, но тот не был достаточно гибким, чтобы выполнять все пожелания Сааведра. Последнему пришлось отменить выборы. Это вызвало общенациональные протесты, заставило Сааведру уйти в отставку, оставив вместо себя Фелипе Сегундо Гусмана, председателя Сената. Последний назначил выборы на 1926 год.
Таким образом Сааведра получил возможность подыскать нужного кандидата на пост главы государства. Этим кандидатом стал Эрнандо Силес Рейес, который участвовал в выборах вместе с родным братом Сааведра, Абдоном Сааведрой. Однако Эрнандо Силес недолго оставался послушным исполнителем воли Сааведра и, когда он устал от указаний бывшего президента, отправил того вместе с братом в ссылку.
Сааведра оставался влиятельным политическим лидером и после того, как ему не удалось вернуться к власти. Умер в Чили во время ссылки 1 мая 1939 года.
В его честь названа провинция в департаменте Ла-Пас.